# Giselle (chanteuse)
Aeri Uchinaga (内永 枝利, Uchinaga Eri (ou Airi)) dite Giselle, née le 30 octobre 2000 à Séoul, est une chanteuse et rappeuse japonaise basée en corée du Sud et membre du groupe Aespa.

## Biographie

### Jeunesse et formation
Née à Gangnam-gu un district de Séoul d'une mère sud-coréenne et d'un père japonais, et elle grandit à Tokyo.
Elle fréquente l'École internationale de Tokyo (en) où elle est initiée à la K-pop.

### Carrière
Le 6 novembre 2020, elle fait ses débuts en tant que troisième membre d'Aespa par SM Entertainment après 11 mois de formation.
Le 1er mars 2024, elle devient ambassadrice de Loewe.
En juin 2022, elle fait don de 10 millions de won à une organisation à but non lucratif qui vise à protéger et à réhabiliter les animaux abandonnés.

## Discographie

### Singles
- 2024 : Lips (avec Bolbbalgan4)
- 2024 : Skrr (avec Haon)